# Ginástica nos Jogos Olímpicos de Verão de 1896 - Barras paralelas
A prova das Barras paralelas foi o primeiro evento da ginástica nos Jogos Olímpicos de Verão de 1896 realizado entre no dia 10 de abril. Representando cinco países, 18 atletas disputaram a prova.

## Medalhistas
| Ouro   | GER Alfred Flatow |
| Prata  | SUI Louis Zutter  |
| Bronze | Nenhuma           |

## Resultados
| Pos. | Atleta                   |
| ---- | ------------------------ |
|      | GER Alfred Flatow        |
|      | SUI Louis Zutter         |
| -    | GER Konrad Böcker        |
| -    | BUL Charles Champaud     |
| -    | GER Gustav Flatow        |
| -    | FRA Alphonse Grisel      |
| -    | GER Georg Hillmar        |
| -    | HUN Gyula Kakas          |
| -    | GRE Filippos Karvelas    |
| -    | GER Fritz Manteuffel     |
| -    | GRE Ioannis Mitropoulos  |
| -    | GER Karl Neukirch        |
| -    | GRE Antonios Papaigannou |
| -    | GER Richard Röstel       |
| -    | GER Gustav Schuft        |
| -    | GER Carl Schuhmann       |
| -    | HUN Desiderius Wein      |
| -    | GER Hermann Weingärtner  |